# Acanthurus grammoptilus
Acanthurus grammoptilus là một loài cá biển thuộc chi Acanthurus trong họ Cá đuôi gai. Loài cá này được mô tả lần đầu tiên vào năm 1843.

## Từ nguyên
Tính từ định danh của loài cá này, grammoptilus, trong tiếng Hy Lạp cổ đại có nghĩa là "có lằn, sọc", không rõ ám chỉ những sọc nào trên cơ thể của chúng (có lẽ là các sọc dọc trên vây lưng và vây hậu môn).

## Phạm vi phân bố và môi trường sống
A. grammoptilus có phạm vi phân bố giới hạn ở Tây Thái Bình Dương. Loài cá này được ghi nhận ở vùng biển phía bắc Úc, từ Houtman Abrolhos (Tây Úc) vòng qua phía bắc đến vùng biển ngoài khơi bang Queensland (đông bắc Úc), cũng như ở ngoài khơi New Caledonia và Fiji.
A. grammoptilus thường sống gần các rạn san hô viền bờ ở khu vực có đáy cát ở độ sâu khoảng từ 5 đến 91 m. Ở bờ tây Úc, chúng được quan sát ở các sườn dốc ở môi trường nước trong.

## Mô tả
Chiều dài cơ thể tối đa được ghi nhận ở A. grammoptilus là 35 cm. Loài cá này có một mảnh xương nhọn chĩa ra ở mỗi bên cuống đuôi, tạo thành ngạnh sắc.
Cơ thể hình bầu dục thuôn dài, có màu nâu sẫm, lốm đốm các chấm nâu cam trên đầu và một dải màu nâu vàng băng qua mắt. Cuống đuôi có một dải màu trắng bao quanh. Vây đuôi lõm, hình lưỡi liềm, có rìa trắng rất hẹp ở phía sau (rìa trắng rộng hơn ở cá con). Vây lưng và vây hậu môn có viền màu xanh ánh kim. Nửa ngoài của vây ngực có màu vàng. Môi có màu trắng xám.
Số gai ở vây lưng: 8 - 9; Số tia vây ở vây lưng: 25 - 26; Số gai ở vây hậu môn: 3; Số tia vây ở vây hậu môn: 23 - 24; Số tia vây ở vây ngực: 16 - 17; Số gai ở vây bụng: 1; Số tia vây ở vây bụng: 5.

## Đánh bắt
A. grammoptilus được xem là một loài hải sản, và được người dân bản địa ở Tây Úc đánh bắt. Chúng cũng được xem là một thành phần nhỏ trong buôn bán cá cảnh.